# Koerlan
De Koerlan (Aramus guarauna) is de enige soort uit de familie Aramidae.

## Kenmerken
De koerlan is grijsbruin van kleur met opvallende witte vlekken, terwijl de jongen effen donkerbruin zijn. Hij heeft lange poten en een slanke, gebogen snavel met een scherpe, iets gedraaide top. Met de lange tenen en scherpe nagels kan hij over moerasvegetatie lopen. Het vederkleed van beide geslachten is gelijk. De lichaamslengte bedraagt 56 tot 71 cm en het gewicht 1 tot 1,5 kg.

## Leefwijze
Het voedsel van deze standvogel bestaat uit slakken en schelpdieren, insecten, reptielen, amfibieën en wormen.

## Voortplanting
Het nest wordt gebouwd van riet en biezen. Dit wordt door het mannetje verdedigd tegen indringers. Hij trapt ze met de poten, onder het uiten van onheilspellende kreten, en jaagt ze op de vlucht. Gemiddeld legt deze vogel zes tot zeven eieren.

## Verspreiding
Deze vogel komt voor in Amerika van Florida tot Paraguay en Argentinië en telt vier ondersoorten:
- A. g. pictus: Florida, Cuba en Jamaica.
- A. g. elucus: Hispaniola en Puerto Rico.
- A. g. dolosus: van zuidoostelijk Mexico tot Panama.
- A. g. guarauna: van noordelijk Zuid-Amerika tot Paraguay en Argentinië.